# アスカル・アカエフ
アスカル・アカエビッチ・アカエフ（アカーエフとも、キルギス語: Аскар Акай уулу Акаев、Askar Akayevich Akayev、ロシア語: Аскар Акаевич Акаев、1944年11月10日 - ）は、ソビエト連邦及びキルギスの政治家で初代大統領。

## 来歴
キルギス共和国（当時はソビエト連邦）ケミンスキー地方キジルバイラク生まれ。父親は、18世紀に活躍した有力部族長アタケ・ビーの血筋に当たる。母はカザフ人。
アカエフが政界に入るのは1990年以降のことである。それ以前のアカエフは技術者および教育者であり、政界とは縁がなかった。レニングラード精密光学機械大学を1967年に卒業し、数学、機械工学、計算機工学において学位を取得した。1981年にモスクワ理工大学より工学博士号を授与される。1977年以降はフルンゼ（現ビシュケク）の理工科大学で教鞭をとった。後に大統領に就任してからは、当時の学生や同僚の中から閣僚を指名している。1987年にキルギス科学アカデミー会員となり、1989年から1990年同総裁に就任した。

### 大統領職
1990年7月のソ連共産党第28回大会で中央委員会のメンバーに選ばれ、1990年10月にオシュ州でおきた民族紛争への対応で失敗したキルギス共産党第一書記のアブサマト・マサリエフを退け、共和国最高会議によりキルギス大統領に選出された。翌1991年に再選され、また1995年、2000年にも再選された。1995年以降は選挙に不正を行ったとの指摘がなされている。
就任当初は、アカエフは改革派政治家として知られ、1991年8月の保守派のクーデターに反対した。また、独立後は、国内における言論の自由を保障し政権反対派の活動に対しても近隣の中央アジアの国々と比較して寛容であった。しかし次第に土地や利権の占有に始まる強権的政治手法を取るようになり、国内外から非難された。
2001年6月にロシアと中華人民共和国や他の中央アジア諸国とともに上海協力機構を結成し、同年12月にはアメリカ合衆国の対テロ戦争を支持してマナス国際空港にアフガニスタンでの作戦支援のための米軍基地を設けることを認めた。

### チューリップ革命
2005年での任期切れを迎えても後継者に自身の子をたて権力の世襲化を狙うのではないかとも言われていたが、2005年3月の議会選挙での選挙不正疑惑をきっかけにチューリップ革命へと発展、南部で野党勢力による反政府運動が激化し首都ビシュケクへも拡大した。3月24日には野党勢力が大統領府を占拠。3月25日、ロシアのインテルファクス通信はアカエフがカザフスタンへ逃亡したと報道した。その後、アカエフは、カザフスタンを出国し、ロシアに入国した。アカエフは、反政府運動を「憲法違反のクーデター」であるとして、しばらく退陣を拒否していた。しかし、4月2日暫定政権側のテケバエフ国会議長と会談し、口頭で大統領辞任に同意を与え、翌4月3日アカエフは正式に大統領を辞任するとの声明を発表し、ロシアで亡命生活に入った。
| 公職          | 公職                                   | 公職                                       |
| ------------- | -------------------------------------- | ------------------------------------------ |
| 先代 （創設） | キルギス共和国大統領 初代：1990 - 2005 | 次代 イシェンバイ・カドイルベコフ （代行） |